# A52 (Griekenland)
De A52 of Amvrakia Odos is een autosnelweg in Griekenland. De snelweg ligt in de periferie West-Griekenland en verbindt over een afstand van 48 kilometer de A5 in Ambracia met Preveza. De verschillende delen van de A52 werden opengesteld in 2019, 2021 en 2024. 